# 금수남가
《금수남가》(중국어 간체자: 锦绣南歌, 정체자: 錦繡南歌, 병음: Jǐn xiù nán gē 진슈난거[*], The Song of Glory)는 2020년 방송되었던 중국의 드라마이다.

## 줄거리
- 관리의 부정부패가 만연해 황제의 힘이 유명무실하던 유송 시대. 감국의 팽성와, 유의강은 무능한 왕으로 세간의 비난을 받지만 그 이면엔 세력을 키울 때까지 숨을 죽이고 기다리고 있던 중 기지와 용기로 무장한 묘령의 협녀를 만나고 마음을 빼앗긴다. 사대부를 견제하기 위해 심 씨 가문과 혼약을 맺게 되는데 그의 앞에 다시 나타난 협녀는 바로 심려가.

## 등장 인물
- 리친 - 심려가 역
- 친하오 - 유의강 역
- 곡가성 (谷嘉诚) - 유의선 역
- 척적 (戚迹) - 육원 역
- 소설영 (关雪盈) - 심낙청 역
- 리허 (李鹤) - 심식 역
- 임윤걸 (任运杰) - 심풍 역
- 룽정쉬안 - 왕자금 역